# Henrik Horn (1512-1595)
 For alternative betydninger, se Henrik Horn. (Se også artikler, som begynder med Henrik Horn)
Henrik Horn til Kankas (født 1512, død 21. juni 1595) var en svensk kriger og adelsmand, far til Karl Henriksson Horn.
Horn deltog i Gustav I’s russiske krig, var senere hertug Johans nærmeste rådgiver, men overgik ved hans fald 1563 til Erik XIV.
Under Johan III´s regering kæmpede han mod Rusland i de baltiske provinser og havde for en stor del fortjenesten af, at Sveriges magt her opretholdtes. Efter et mislykket forsøg på at erobre Narva faldt han i unåde hos Johan.